# Nasal palatal
La nasal palatal es un tipo de consonante usado en algunos idiomas. El símbolo en el Alfabeto Fonético Internacional que representa este sonido es ɲ, y el símbolo X-SAMPA equivalente es J. El símbolo AFI es una letra n minúscula con una cola que apunta a la izquierda y sale del pie izquierdo. El símbolo ɲ no debe ser confundido con ɳ, el símbolo de la nasal retrofleja; ni con ŋ, el símbolo de la nasal velar. En idiomas influidos por el español, este sonido se representa con la letra eñe (ñ), por ejemplo en lenguas indígenas de América.[cita requerida]

## Características
Características de la nasal palatal:
- Su punto de articulación es palatal, lo que significa que es articulada con la parte media o trasera de la lengua contra el paladar duro.
- Su tipo de fonación es sonora, lo que significa que las cuerdas vocales vibran durante la articulación.
- Es una consonante nasal, lo que significa que el aire escapa a través de la nariz.
- Es una consonante central, lo que significa que es producida permitiendo al aire fluir por encima de la lengua, en vez de por los lados.
- Es una consonante pulmónica, lo que significa que es articulada empujando el aire de los pulmones a través del tracto vocal, como en la mayoría de los sonidos del habla.

## Ocurre en
- Albanés: një [ɲə], "uno"
- Catalán: bany [baɲ], "baño"
- Checo: kůň [kuːɲ], "caballo"
- Croata: konj [koɲ], "caballo"
- Dinka: nyɔt [ɲɔt], "muy"
- Eslovaco: pečeň [ˈpɛtʃɛɲ], "hígado"
- Español: enseñar [enseˈɲaɾ]
- Euskera: baina [baɲa], "pero"
- Francés: montagne [mɔ̃taɲ], "montaña"
- Gaélico escocés: seinn [ʃeiɲ], "cantar"
- Gallego: año [ˈaɲo], "cordero"
- Gascón: banh [baɲ], "baño"
- Griego: Πρωτοχρονιά [pro̞.to̞.xro̞.ˈɲa], "Día de Año Nuevo"
- Húngaro: lány [laːɲ], "chica"
- Indonesio: banyak [baɲak], "mucho"
- Italiano: bagno [baɲo], "baño"
- Malayalam:  [ɲan], "Yo"
- Occitano: Polonha [puˈluɲo], "Polonia"
- Polaco: słoń [swɔɲ], "elefante"
- Portugués: anho [ˈɐɲu], "cordero"
- Serbio: коњ [koɲ], "caballo"
- Vasco: goñaz [goɲa], "colina"
- Vietnamita: nhai [ɲaɪ], "mascar"

- Datos: Q463495